# Gråbrødrekloster Museet
Het Gråbrødrekloster Museet (Deens, "museum van de grijze broeders") is een klein, ondergronds museum in de Deense stad Aalborg. De kern van het museum wordt gevormd door de fundamenten en andere delen van een klooster van de minderbroeders die bij een opgraving aan het licht kwamen en in situ werden bewaard.
Het betreffende klooster werd in 1250 gesticht. Midden zestiende eeuw stond het nog als hospitaal bekend, maar niet lang daarna moet het zijn afgebroken. De overblijfselen liggen 3 meter onder de grond van een drukke winkelstraat in Aalborg. De aangetroffen fundamenten, delen van een kelder en andere vondsten werden ondergronds bewaard op de plek waar ze werden aangetroffen en voor het publiek toegankelijk gemaakt.
Naast bouwkundige resten beschikt het museum over enkele skeletten die op de begraafplaats van het klooster werden gevonden en vitrines die een beeld geven van het leven in een klooster in een middeleeuwse stad. Ook geeft het museum (voor zover bekend) informatie over de markt en de gebouwen die plaats moesten maken toen het klooster werd gebouwd.
Bovengronds heeft het museum alleen een glazen gebouwtje met een lift naar beneden. Organisatorisch maakt het museum deel uit van het Historisch Museum van Aalborg.